# Джедейда
Джедейда (араб. الجديدة) — місто в Тунісі. Входить до складу вілаєту Мануба. Знаходиться на відстані 25 км від столиці країни. Станом на 2004 рік тут проживало 24 746 осіб.